# Нерозгадані
Нерозгадані — український рок-гурт з міста Біла Церква (Київської області). Створений в середині 2007 року. Основним напрямом в стилі є мелодик-рок. Мова виконання - українська.

## Склад гурту
| Фото | Ім'я                 | Роль        | Дата народження |
| ---- | -------------------- | ----------- | --------------- |
|      | Андрій Андрусенко    | вокал       | 15.06.1986      |
|      | Юрій Кущ             | гітара      | ....            |
|      | Володимир Бондаренко | гітара, бек | 20.01.1983      |
|      | Вадим Калетинський   | Бас         | 23.06.1989      |
|      | Олексій Довгополий   | ударні      | 28.12.1984      |

## Історія
Гурт під назвою "Нерозгадані"  був заснований 2007 року за ініціативи вокаліста гурту "Фортуна" Андрусенка Андрія. Саме з "Фортуни" і утворився кістяк нової формації - Адрусенко А., Кущ Ю., Довгополий О. На роль басиста довелось взяти Голика Максима, який на той час взагалі ще не мав досвіду гри в колективах, проте на сцені він виглядав справжньою зіркою.
В такому складі хлопці брали участь у міських заходах м. Біла Церква, набираючи досвіду.
Згодом до колективу долучився Бондаренко Володимир, молодий гітарист-режисер, який саме захистив диплом, разом зі своїм першим експериментальним гітарним мюзиклом "Струни Амура". 
З середини 2008 року "Нерозгадані" починають активну концертну діяльність, отримують диплом переможців на Загальнонаціональному Фестивалі Живої Музики "Рок у твоєму місті" (Київ), перемагають на Всеукраїнському Фестивалі Авторської Пісні та Співаної поезії "Пісенна Мрія" (Одеса).
у 2009 році беруть участь у фестивалях "Пикейные Жилеты", "Правильна музика", "Рок-симфонія", "Цвіт папороті", акціях djuice-адреналін, djuice-телепортація , та активно дають концерти в різних містах України. Пісня "Відчую тебе" попадає в ротації багатьох українських радіостанцій.
14 квітня 2009 Молоде радіо презентує збірку найкращих виконавців серед українських гуртів 2008 року, до якого потрапила пісня Нерозгаданих - "Аськами".
У Жовтні 2009 року відеролик на пісню "Аськами" з'являється у новому проекті студентського телебачення "8ка TV".
Наприкінці 2009 року, одночасно з виходом дебютного відекліпу[недоступне посилання з листопадаа 2019] на пісню "Відчую тебе", несподівано залишає гурт Максим Голик. Роль басиста відразу зайняв Бочкарьов Денис - молодий і талановитий музикант.
13 Лютого 2010 року Нерозгадані презентують нову версію відео-кліпу на пісню "Відчую тебе".
В березні 2010 року кліп "Відчую тебе" транслюють на російському телебаченні "Триколор ТВ" в рамках міжнародного проекту "Твій кліп на ТВ"
1 квітня 2010 року Нерозгаданих запрошено для участі в "Рок-Гуморині" в рамках 37-го святкування "Гуморини" м.Одеса.
У червні 2010 року Нерозгадані беруть участь у культурній програмі "Музика об'єднує людей", разом на одній сцені з Крісом Норманом (Chris Norman), T-Type, Ін-Грід, Чайф, артистів з України, Білорусі, Росії та інших країн.
В липні 2011 року разом з виходом дебютного промо-альбому "07-11" (режисерська версія) у складі гурту знову змінюється бас-гітарист. Після  перемоги гурту "Розмальована вуаль" на фестивалі Рок-Старт, їх басист і вокаліст Вадим Калетинський був запрошений до складу Нерозгаданих.
В грудні 2011 року Нерозгаданими зацікавився продюсер зі Сполучених Штатів Цезарь "Містер Голлівуд" Альтамірано. Тепер гурт "Нерозгадані" з України - ексклюзивні артисти Цезаря "Містер Голлівуд" Альтамірано та Олтар Глобал Ентерпрайзес в Україні.
7 березня 2012 року Нерозгадані презентують в інтернеті новий кліп на пісню Очі Твої, режисером якого виступив гітарист гурту Володимир Бондаренко.

## Диски
1. Збірка "Хвиля молодої музики" (2009)
2. Промо-альбом "07-11"(режисерська версія)(2011)